# Dr Mouse
Pour l'épisode de série télévisée, voir Dr House#Parodies.
Dr Mouse est une série parodique en bande dessinées qui transpose la série télévisée Dr House dans l'univers de Mickey Mouse. Créée pour l'hebdomadaire Disney italien Topolino dans le n°2775 du 3 février 2009, la série apparaît en France dans le n°314 de Mickey Parade géant en février 2010.
Mickey y devient le docteur Mouse (parodie de Gregory House), Minnie devient Minnie Lisa (Lisa Cuddy), Dingo est Goreman (Eric Foreman), Clarabelle est Clarison (Allison Cameron) et Horace devient Cheesecake (Robert Chase). Cette parodie vient d'Italie ; Fausto Vitaliano en est le scénariste et les dessins sont d'Alessandro Perina.